# Nazionale maschile under 18 di pallacanestro degli Emirati Arabi Uniti
La nazionale di pallacanestro emiratina Under-18 è una selezione giovanile della nazionale emiratina di pallacanestro, ed è rappresentata dai migliori giocatori di nazionalità emiratina di età non superiore ai 18 anni.
Partecipa a tutte le manifestazioni internazionali giovanili di pallacanestro per nazioni gestite dalla FIBA.

## Partecipazioni

### FIBA AsiaBasket Under-18
- 1980 - 17°
- 1982 - 14°
- 2008 - 14°
- 2018 - 16°